# Xyloplax
Xyloplax is een geslacht van zeesterren, en het typegeslacht van de familie Xyloplacidae, de vooralsnog enige familie in de infraklasse van de zeemadeliefjes. De naam "Xyloplax" is opgebouwd uit de griekse woorden voor hout (Ξυλον, Xylon) en plaat (πλαξ, plax), en verwijst naar het feit dat de typesoort werd gevonden, zittend op hout dat tot op grote diepte was afgezonken.

## Soorten
- Xyloplax janetae Mah, 2006
- Xyloplax medusiformis Baker, Rowe & Clark, 1986
- Xyloplax turnerae Rowe, Baker & Clark, 1988